# Závadka
Závadka es un municipio del distrito de Gelnica en la región de Košice, Eslovaquia, con una población estimada a final del año 2024 de 634 habitantes.
Se encuentra ubicado al oeste de la región, en el valle del río Hernád y cerca de la frontera con la región de Prešov.

## Demografía
| Año        | 1994 | 2004     | 2014    | 2024    |
| ---------- | ---- | -------- | ------- | ------- |
| Población  | 537  | 606      | 613     | 634     |
| Diferencia |      | +12,84 % | +1,15 % | +3,42 % |

| Año        | 2023 | 2024    |
| ---------- | ---- | ------- |
| Población  | 616  | 634     |
| Diferencia |      | +2,92 % |